# Scriptum (Zeitschrift)
SCRIPTUM war eine Schweizer Literaturzeitschrift, die von 1990 bis 1998 vierteljährlich erschien.

## Geschichte
Die Literaturzeitschrift SCRIPTUM wurde im Sommer 1990 von dem Schweizer Publizisten und Musiker Walter Eigenmann gegründet und erschien bis anfangs 1998 im gleichnamigen Verlag. In insgesamt 31 vierteljährlich erschienenen Heften wurden dabei Erstpublikationen von Essays, Prosatexten, Gedichten, Theaterstücken, Reportagen, Interviews und Rezensionen von über 400 bekannten und weniger bekannten Schriftstellern aus dem gesamten deutschsprachigen Europa abgedruckt. Die Zeitschrift führte anfänglich die Bezeichnung „Neue Blätter für Literatur“, später „Das Schweizer Literaturmagazin“ in ihrem Untertitel.
Langjährige redaktionelle Mitarbeiter neben Gründer und Herausgeber Eigenmann waren u. a. der Schweizer Germanist Mario Andreotti, der deutsche Gymnasiallehrer und Buchautor Rainer Wedler sowie der österreichische Schriftsteller Manfred Wieninger. SCRIPTUM verstand sich nicht nur als Plattform für arrivierte Schriftsteller aus Deutschland, Österreich und der Schweiz, sondern auch als „Sprungbrett“ für unbekannte oder debütierende Autoren, welche in der Zeitschrift ein oft erstes Publikationsorgan für auch experimentelle Literaturstile und -formen fanden.
Inhaltlich pflegte SCRIPTUM ein betont breites Themenspektrum, in den letzten Jahren kam außerdem die Veröffentlichung von Service-Bereichen wie Ausschreibungen, Events, Termine u. ä. sowie grafische Beiträge (Cartoons, Karikaturen) hinzu. Zeitweise erreichte SCRIPTUM die überdurchschnittliche Auflage von 3'000 Expl. und konnte aufgrund dieser hohen Akzeptanz regelmäßig Autorenhonorare ausschütten. Trotzdem wurde das Magazin nach knapp acht Jahren im Frühjahr 1998 aufgrund von Finanzierungs- und internen personellen Problemen eingestellt.